# Atilio Marinelli
Atilio Marinelli (Bertinoro, Italia; 5 de mayo de 1933 - Benito Juárez, Buenos Aires, Argentina, 24 de julio de 1978)  fue un primer actor italiano-argentino de cine, teatro y televisión.

## Biografía
Atilio fue un recordado galán de varias películas y telenovelas argentinas. Hijo de Don Atilio Marinelli y Rosa Ragnini, un matrimonio de italianos y una familia de clase media, humilde, tuvo tres hermanos: Lido, Elsa y Alberto. Incursionó en el teatro y en la radio desde los 16 años.
En 1953, a los 20 años de edad, se radicó en la Capital Federal. Luego de cumplir con el servicio militar comenzó sus estudios de teatro. El 2 de octubre de 1958 ingresó a la Asociación Argentina de Actores, lo presentaron los actores Luisa Vehil y Pepe Soriano. En el 1973 se trasladó a México trabajando en telenovelas y fotonovelas. Al año siguiente regresó a su natal Argentina volviendo a trabajar en la televisión y el cine.

## Carrera
Los primeros pasos en su carrera  los dio en el teatro junto a las primeras actrices Iris Marga y Alejandra Boero en el Nuevo Teatro, primero como alumno y luego como intérprete. Se inició en teatro en Casa de reyes, junto a Eduardo Cuitiño.
Fue el galán preferido de Alberto Migré durante la década de 1960 y el protagonista de casi todas las novelas del famoso Teatro Palmolive del aire, la pareja protagónica que formó con Beatriz Taibo fue la más popular de la época, formando El teatro de Beatriz Taibo y Atilio Marinelli. También formó parejas con otras actrices de la talla de Perla Santalla, Nelly Meden y Mabel Landó.
Trabajó con importantes leyendas del cine y el teatro nacional como Pepe Biondi, Cacho Fontana, Inés Moreno, Osvaldo Miranda, Alberto Olmedo, Tono Andreu, Jorge Barreiro, Emilio Alfaro, Olinda Bozán, Augusto Codecá, Ignacio Quirós, Duilio Marzio, Fernando Siro, Gogó Andreu, Gilda Lousek, entre otros.

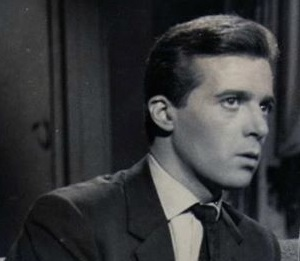
Fotografía Atilio Marinelli

En 1969 integró la Compañía de Comedia dirigida por el actor Dario Vittori, junto con Susana Campos, Juan Carlos Dual, Lydia Lamaison, Pedro Quartucci y Beatriz Taibo Trabajo en varias obras con Juana Hidalgo e Iris Alonso. Durante cuatro años hizo teatro para niños con Roberto Aulés, también actuó junto a figuras como Luisa Vehil, Francisco Petrone (en Las del Barranco), Maruja Gil Quesada, Nelly Meden, entre otros

## Galardones
En 1962 recibió el premio Martín Fierro como revelación actoral masculina por su participación en la telenovela Amelia no vendrá.

## Vida privada
Marinelli fue un actor muy reservado en su vida íntima. Varios medios llegaron a decir que era homosexual y que incluso mantuvo un romance secreto con Migré. Nunca se casó, ni tuvo hijos.

## Fallecimiento
Falleció el 24 de julio de 1978 en Buenos Aires, Argentina de cáncer de pulmón a los 45 años de edad. Sus restos descansan en el Cementerio municipal de la ciudad de Benito Juárez, provincia de Buenos Aires, Argentina.

## Filmografía
- 1965: Convención de vagabundos
- 1965: Cosquín, amor y folklore
- 1966: Hotel alojamiento
- 1967: Villa Cariño
- 1968: Amor y un poco más
- 1970: Pimienta y Pimentón
- 1976: El profesor erótico[5]

## Televisión
- 1962: Tiempo de amor prohibido
- 1962: Teleteatro Odol
- 1962: Silvia muere mañana
- 1962: Amelia no vendrá
- 1962: Altanera Evangelina Garret
- 1963: Dos a quererse  como Rolando
- 1963: Insolente ladrón de cariño
- 1963: Adorable juventud
- 1964: Usted se casa conmigo
- 1964: El hogar que nos negamos
- 1964: El teatro de Beatriz Taibo y Atilio Marinelli
- 1965: Show Standard Electric
- 1965: Todo es amor
- 1965: La novela de la tarde
- 1966: Los solteros del décimo C
- 1966: Viendo a Bondi como invitado especial
- 1966/1967: Los hermanos
- 1967: Lo mejor de nuestra vida... nuestros hijos
- 1968/1973: Viernes de Pacheco
- 1970: Domingos de teatro cómico
- 1970: Alegre teatro del domingo
- 1970: Sainetes de ayer y de siempre
- 1970: Su comedia favorita
- 1971: Locos de verano
- 1970: Matrimonios y algo más
- 1971: Muchacha italiana viene a casarse
- 1971: La comedia de la tarde
- 1971/1972: Estación Retiro
- 1972: Malevo
- 1972: Las fieras como Mutso
- 1973: Mi rival
- 1973: La Hiena
- 1973: Humorama
- 1974: Humor a la italiana
- 1974: Alta Comedia
- 1975: Teatro como en el teatro
- 1975: Ayer fue mentira
- 1975: Lo imperdonable
- 1976: Alguna vez, algún día
- 1977: Invitación a Jamaica
- 1977: Aventura '77[6]

## Radio
Se destacó en varios radioteatros junto a importantes figuras como Hilda Bernard, Beatriz Taibo y Oscar Casco, y siempre bajo el ala de Migre. Hizo Insolente ladrón de cariño en Radio El Mundo. Trabajó en el radioteatro Mestiza: Crónica de un Buenos Aires romántico junto a Beatriz Taibo y Blanca Lagrotta, escrita por Alberto Migré.

## Teatro
- Poker de amor, de Enzo Duce.
- Dulce pájaro de juventud
- Romeo y Raquel como Pablo
- Ateneo
- Las de Barranco
- Sucedió en la oscuridad
- Cuándo te casás con mi mujer?
- La bicicleta
- El árbol del amor
- Tres veces en un día
- Cuatro tablas y una pasión